# Peter Katona
Peter Katona (sinh ngày 12 tháng 4 năm 1988 ở Prešov) là một tiền vệ bóng đá Slovakia hiện tại thi đấu cho câu lạc bộ Fortuna Liga 1. FC Tatran Prešov.